# Love Rollercoaster
«Love Rollercoaster» es una canción de la banda estadounidense de funk / R&B Ohio Players, incluida originalmente en su álbum de 1975 Honey.  Fue compuesta por William Beck, Leroy Bonner, Marshall Jones, Ralph Middlebrooks, Marvin Pierce, Clarence Satchell y James Williams.  Fue un éxito número uno en Estados Unidos en enero de 1976 y se convirtió en un disco de oro.  En Canadá, la canción pasó dos semanas en el número dos. two.

## Versión de Red Hot Chili Peppers
"Love Rollercaster"  fue versionada por la banda californiana Red Hot Chili Peppers para la banda sonora de la película de animación Beavis and Butt-Head Do America de 1996, basada en la icónica serie de MTV Beavis and Butt-Head, por lo que tuvo mucha difusión en el canal. 
Para esta versión fue creado un videoclip, en el cual se muestra a los integrantes de la banda, en versión animada, montados en una montaña rusa en forma de corazón. También en paralelo aparecen imágenes de la película.

## Otras apariciones
La versión original de los Ohio Players fue incluida en la película Destino final 3, en la escena donde dos jóvenes mueren dentro de una cama de bronceo, y en el juego Grand Theft Auto San Andreas.

## Canciones

### Sencillo en CD 1
- «Love Rollercoaster»
- «Lesbian Seagull» - Engelbert Humperdinck

### Sencillo en CD 2
- «Love Rollercoaster» (Clean Edit)
- «Love Rollercoaster» (Rock Rollercoaster Mix)
- «Love Rollercoaster» (LP Version)

### Vinilo de 7"
- «Love Rollercoaster»
- «Lesbian Seagull» - Engelbert Humperdinck